# Masia Serra de Cap de Costa
Serra de Cap de Costa (en algunes fonts Masia de la Serra) és una masia del Berguedà situada al terme municipal de Puig-reig, inclosa en l'Inventari del Patrimoni Arquitectònic de Catalunya.

## Descripció
L'edifici ha sofert diverses modificacions que n'han alterat l'estructura bàsica. No respon a una tipologia ben definida, ja que la masia va créixer condicionada per l'estructura del terreny. Està situada en un dels llocs més elevats del municipi. La façana principal està orientada a tramuntana i forma angle recte amb l'era de la casa. A ponent es construïren les eixides o porxos que s'arrebossaren amagant la pedra.
La capella, prop de la casa, és una construcció d'una sola nau i amb teulada a doble vessant, de principis del segle xix.

## Història
El mas apareix documentat el segle xiii quan el terme de Puig-reig passa a formar part de les possessions de l'Orde del Temple. L'any 1588 era possessor del mas Jacobus Serra de Cap de Costa agricola. A partir d'aquests moments, els hereus del mas es cognominaren Serra de Cap de Costa o de Capdecosta. La documentació del segle xv dona testimoni de l'existència de la masia de la Serra de Cap de Costa. La família participà activament en el desenvolupament de la vida econòmica del poble de Puig-reig en els segles XVIII-XX. La prosperitat econòmica possibilità les successives ampliacions de la gran casa pairal: ampliacions a finals del segle xvii (llindes del 1670), en el segle xviii es construí la masoveria i a principis del segle xix (1815) es beneïa la capella.
La masia de la Serra és documentada des del segle xiii com una de les propietats alodials del terme del castell de Puig-reig que no va dependre mai dels Templers ni Hospitalers, senyors del terme casteller fins al segle xix. Durant el segle xvii i XVIII els hereus d'aquesta casa foren batlles dels Hospitalers i acumularen un gran patrimoni a Puig-reig i al Solsonès.

## Hereus de la Serra de Cap de Costa
- Jaume Serra de Capdecosta (?-1610)
- Joan Serra de Capdecosta (?-1637)
- Francesc Serra de Capdecosta
- Joan Serra de Capdecosta i Sabés (1679-1739)
- Ramon Serra de Capdecosta i Sabés (1687-1769)
- Joan Serra de Capdecosta i Canudas (1748-1819)
- Rosa Serra de Capdecosta i Salipota (1774-?)
- Maria Antònia Coromines i Serra de Capdecosta